# 2007~2008년 미국작가조합 파업

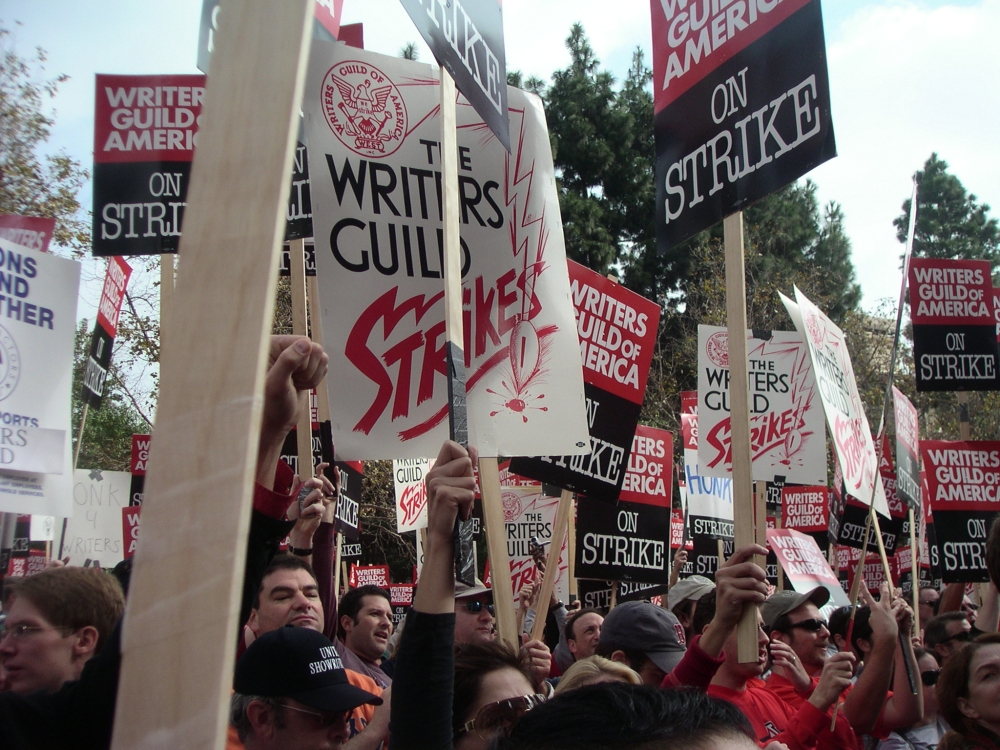
파업 중인 작가와 지지자들의 구호.

2007-2008 미국작가조합 파업은 미국작가조합(WGA)이 영화·방송계 작가들의 저작권료 인상을 요구를 이유로 일으킨 파업이다. 2007년 11월 5일에 시작되어 2008년 2월 12일에 마무리되었다. 12,000명 이상의 작가가 파업에 참가하였으며, 이로 인해 많은 텔레비전 프로그램들이 촬영을 중단하였다. 파업의 이유는 인터넷을 비롯한 뉴 미디어를 통한 수입과 DVD 판매 수입에서 작가들에게 분배되는 저작권료가 적다는 것이었다.